# 加藤道雄
加藤 道雄（かとう みちお、1900年（明治33年）8月29日 - 1981年（昭和56年）5月24日）は、日本の陸軍軍人。最終階級は陸軍少将。

## 経歴
京都府出身。1921年（大正10年）7月、陸軍士官学校（33期）を卒業。同年10月、歩兵少尉に任官した。1931年（昭和6年）11月、陸軍大学校（43期）を卒業した。
1939年（昭和14年）3月、陸軍大臣秘書官兼副官に就任。1940年（昭和15年）11月、第13軍参謀（作戦主任）に発令され日中戦争に出征。1941年（昭和16年）8月、陸軍大佐に進み、同年12月、陸士教官に転じた。
1942年（昭和17年）11月、第8方面軍第2課長に発令され太平洋戦争に出征し、ニューブリテン島ラバウルに赴任した。1943年（昭和18年）8月、参謀本部付に転じて帰国。教育総監部庶務課長を経て、1944年（昭和19年）10月、陸軍予備士官学校生徒隊長に就任。1945年（昭和20年）6月、陸軍少将に進んだ。同年7月、第30軍参謀長に発令され満州に赴任。対ソ防衛戦に参戦して新京で終戦を迎え、シベリア抑留となった。1948年（昭和23年）1月31日、公職追放仮指定を受けた。
帰国後、日本旅行社取締役総務部長などを務めた。1981年5月、老衰のため京都市の自宅で死去した。

## 栄典
外国勲章佩用允許
- 1941年（昭和16年）12月9日 - 満州帝国：建国神廟創建記念章[7]